# Kevin Hansen (volleybollspelare)
Kevin Christopher Hansen, född 19 mars 1982 i Newport Beach i Kalifornien, är en amerikansk volleybollspelare. Hansen blev olympisk guldmedaljör i volleyboll vid sommarspelen 2008 i Peking.